# Alfraganus (månekrater)
Alfraganus er et lille nedslagskrater på Månen, beliggende på Månens forside i det ujævne højland sydvest for Mare Tranquillitatis og er opkaldt efter den persiske astronom Alfraganus fra det 9. århundrede.
Navnet blev officielt tildelt af den Internationale Astronomiske Union (IAU) i 1935. 

## Omgivelser
Nordvest for Alfraganus ligger Delambrekrateret, og mod syd den irregulære Zöllnerkrater-formation. 

## Karakteristika
Randen af Alfraganuskrateret er cirkulær og har en skarp kand, som ikke er blevet nedslidt af nogen betydende mængde senere nedslag. Kraterbunden har ca. den halve diameter af kraterranden.

## Satellitkratere
De kratere, som kaldes satellitter, er små kratere beliggende i eller nær hovedkrateret. Deres dannelse er sædvanligvis sket uafhængigt af dette, men de får samme navn som hovedkrateret med tilføjelse af et stort bogstav. På kort over Månen er det en konvention at identificere dem ved at placere dette bogstav på den side af satellitkraterets midte, som ligger nærmest hovedkrateret. Alfraganuskrateret har følgende satellitkratere:
| Alfraganus | Bredde | Længde  | Diameter |
| ---------- | ------ | ------- | -------- |
| A          | 3,0° S | 20,3° Ø | 13 km    |
| C          | 6,1° S | 18,1° Ø | 11 km    |
| D          | 4,0° S | 20,1° Ø | 8 km     |
| E          | 4,6° S | 19,0° Ø | 4 km     |
| F          | 3,5° S | 20,8° Ø | 9 km     |
| G          | 2,6° S | 21,2° Ø | 6 km     |
| H          | 4,4° S | 19,1° Ø | 13 km    |
| K          | 5,3° S | 19,5° Ø | 4 km     |
| M          | 5,6° S | 19,6° Ø | 3 km     |

## Måneatlas
- Billeder af Alfraganuskrateret i LPI-måneatlasset